# Contea di Henry (Tennessee)
La contea di Henry in inglese Henry County è una contea dello Stato del Tennessee, negli Stati Uniti. La popolazione al censimento del 2000 era di 31 115 abitanti. Il capoluogo di contea è Paris.